# Michigan: Report from Hell
Michigan: Report from Hell (Michigan au Japon) est un jeu vidéo de type survival horror développé par Grasshopper Manufacture, sorti en 2004 sur PlayStation 2. Sa musique est composée par Masafumi Takada.

## Système de jeu
Le personnage ne peut pas attaquer et il doit resoudre des enigmes pour chasser les ennemis.

## Accueil
- Famitsu : 30/40[1]